# Dizzy Doctors
Dizzy Doctors (br.: Fácil de aplicar, difícil de explicar) é um filme de curta-metragem estadunidense de 1937. É o 21º de um total de 190 filmes da série com os Três Patetas produzida pela Columbia Pictures entre 1934 e 1959.

## Enredo
Os Três Patetas são desempregados pressionados pelas esposas para arranjarem emprego. Ao passarem por uma porta, eles ouvem o dono de um laboratório farmacêutico, Dr. Bright (chamado de Doutor Brilho pela dublagem brasileira, interpretado por Frank Mills), pedindo desesperadamente por vendedores para oferecerem um novo remédio chamado Brighto, cujo slogan é "Brighto: transforma coisas velhas em novas". Os Patetas são contratados mas acham que o produto é um polidor e com isso ao tentarem demonstrá-lo estragam o sapato de um homem, a túnica de um policial (Bud Jamison) e removem a pintura de um carro (pertencente a um chefe de hospital, interpretado por Vernon Dent).
Depois de serem perseguidos pela policia eles retornam ao laboratório e reclamam com seu patrão que o produto é de má qualidade e então ficam sabendo tratar-se de um remédio. Recebendo uma segunda chance, os Patetas vão até o Los Arms Hospital para tentarem vender o produto aos pacientes. Depois de incomodarem alguns doentes inclusive um que tinha problemas de caspa, deixando-o careca com o "tratamento", eles descobrem que o chefe do hospital é o homem do carro arruinado e tentam fugir dele, usando uma maca como barco à vela. No final acabam caindo de volta à mesma cama onde estavam no início do filme e recomeçam a dormir.